# Refuge Campo Base
Le refuge Campo Base est un refuge situé dans la commune d'Acceglio, dans la haute vallée de la Maira, dans la province de Coni, au Piémont.

## Caractéristiques
Le refuge Campo Base se trouve près du hameau de Chiappera, à la fin de la route qui parcourt la vallée. Ouvert en 1982, il a été rénové en 2010, après que la société Maira s.p.a. a acquis sa gestion. Le refuge dispose de 32 lits, en chambres de 4 ou 8. Autour de la structure, il y a une zone pour le camping, en partie réservée aux tentes appartenant au refuge, en partie destinée aux tentes et aux camping-caravanes en transit.

## Activités
Le refuge est situé en position idéale pour permettre des excursions dans la haute vallée de la Maira, l'alpinisme (il se trouve au pied du groupe Provenzale - Castello), la pratique du VTT et, en hiver, du ski de randonnée. Le refuge est un gîte d'étape sur les itinéraires rouge et bleu de la Via Alpina, sur le GTA italien, sur les Parcours Occitanes, sur le Tour du Chambeyron.